# Dan Auerbach
Dan Quine Auerbach (Akron, Ohio, 14 de mayo de 1979) es un compositor, músico y multinstrumentista estadounidense, conocido por ser el vocalista y guitarrista de The Black Keys. En 2013, además de ganar varios premios Grammy como miembro de la banda, Auerbach obtuvo el suyo al Productor del año, no clásico por la coproducción del álbum El Camino de su banda, y por su trabajo como productor en el álbum Locked Down de Dr. John y Shakedown de Hacienda.

## Infancia y primeros años de vida

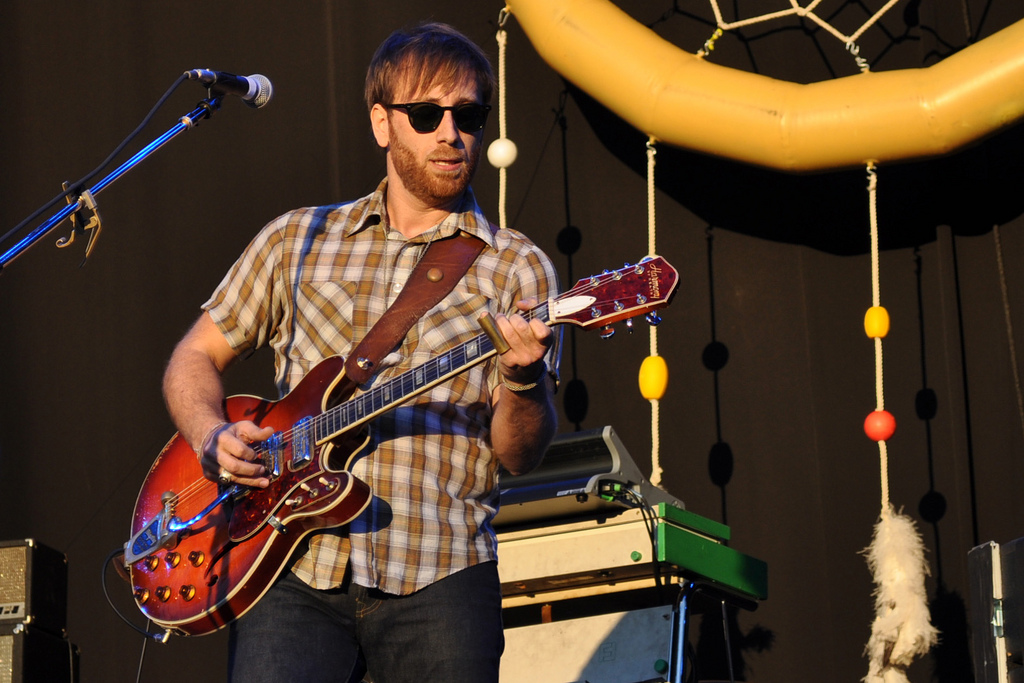
Dan Auerbach en concierto con The Black Keys en Music Midtown en 2011

Auerbach nació en Ohio, y es el hijo de Mary Little (nacida alrededor de 1948), una profesora de francés, y Charles Auerbach (nacido alrededor de 1950), un anticuario. Su padre es judío y su madre es de ascendencia Manx. Su primo materno, fue el filósofo y lógico Willard Van Orman Quine, y su segundo primo fue el fallecido guitarrista Robert Quine. Auerbach se crio en una familia con raíces musicales; se enamoró de la música blues después de escuchar discos de vinilo de su padre durante su infancia. Fue influenciado en primer momento por su familia materna, especialmente sus tíos quienes tocaban bluegrass. Auerbach se describió como un "adolescente normal" durante la escuela secundaria "fumaba marihuana y éra el capitán del equipo de fútbol". Él fue fuertemente influenciado por Junior Kimbrough en la universidad, lo que implicaría su bajo desempeño debido al deseo de alcanzar su sueño, tocar guitarra de forma profesional. "Lo he escuchado (a Junior Kimbrough) tanto, es sólo como yo lo escucho... Yo lo estudié tanto ... Sólo conseguía F en la universidad. Cuando debía estar estudiando, en realidad estaba escuchando a la música de Junior Kimbrough". Otras influencias importantes incluyen: Robert Johnson, R.L. Burnside, Clarence White, Robert Nighthawk, T-Model Ford, Hound Dog Taylor, Mississippi Fred McDowell, Kokomo Arnold, Son House y RZA de Wu Tang Clan.

## Discografía

### Solista
- Keep It Hid (2009)
- Waiting on a Song (2017)

### Con The Black Keys
- The Big Come Up (2002)
- Thickfreakness (2003)
- The Moan (2004)
- Rubber Factory (2004)
- Chulahoma (2006)
- Magic Potion (2006)
- Attack & Release (2008)
- Brothers (2010)
- El Camino (2011)
- Turn Blue (2014)
- Let's Rock (2019)
- Dropout Boogie (2022)

### Con Blakroc
- Blakroc (2009)

### Con The Arcs
- Yours, Dreamily - The Arcs (2015)